# إدغار رايس بوروس
إدغار رايس بوروس (بالإنجليزية: Edgar Rice Burroughs) ولد 1 أيلول/سبتمبر 1875 وتوفي في 19 آذار/مارس 1950.كاتب أميركي، مبتكر شخصية طرزان في رواياته.
تخرج من الأكاديمية العسكرية في ميشيغان في الولايات المتحدة عام 1895 .ثم أصبح عضواً في فوج الخيالة السابع لكن حياته العسكرية انتهت عندما اكتشف الأطباء خللا في أحد صمامات قلبه فتم تسريحه من الخدمة العسكرية.
انتقل من مهنة لأخرى حتى عمل بائعاً للقرطاسية، في أحد الأيام وعندما كان بانتظار صاحب متجر ليبيعه بعض من منتوجات الشركة التي كان يمثلها وقع نظره على مجلة قصص مصورة وبدأ يطلع عليها. ويقول في مذكراته أنه بدأ يفكر بصوت عال قائلاً «إذا كان الكتاب يقبضون ثمناً لكتابة مثل هذه الخزعبلات فإن بإمكاني كتابة خزعبلات احسن من هذه».
كانت أول قصصه بعنوان أميرة المريخ وذلك في العام 1912، وفي ذات العام في شهر تشرين الأول/أكتوبر كتب أولى قصص طرزان وحملت عنوان «طرزان الرجل القرد».
بعدها بعامين أصدر كتاباً كاملاً من قصص طرزان ليتم تحويل قصة طرزان إلى السينما في العام 1918. وقد أدى دور طرزان الممثل إلمو لينكولن، إلا أن الممثل جوني ويزمول والذي أدى الدور لاحقاً هو الذي اشتهر بدور طرزان.
توفي بوروس بعد أن كتب 91 رواية 26 منها حول شخصية طرزان. وقد باعت كتبه ملايين النسخ وترجمت إلى نحو 30 لغة. قد كتب في مذكراته «أنا أكتب لأهرب.. لأهرب من الفقر».

## وصلات خارجية
- إدغار رايس بوروس على موقع IMDb (الإنجليزية)
- إدغار رايس بوروس على موقع الموسوعة البريطانية (الإنجليزية)
- إدغار رايس بوروس على موقع ألو سيني (الفرنسية)
- إدغار رايس بوروس على موقع ميوزك برينز (الإنجليزية)
- إدغار رايس بوروس على موقع أول موفي (الإنجليزية)
- إدغار رايس بوروس على موقع قاعدة بيانات برودواي على الإنترنت (الإنجليزية)
- إدغار رايس بوروس على موقع قاعدة بيانات الأفلام السويدية (السويدية)
- إدغار رايس بوروس على موقع إن إن دي بي (الإنجليزية)
- إدغار رايس بوروس على موقع ديسكوغز (الإنجليزية)
- إدغار رايس بوروس على موقع قاعدة بيانات الفيلم (الإنجليزية)

- إدغار رايس بوروس  على قاعدة بيانات الخيال التأملي على الإنترنت